# Мелехин, Борис Дмитриевич
Мелехин Борис Дмитриевич (12 июля 1919, Киев — 7 февраля 2008, Люберцы) (в боевых документах фамилия встречается как Милехин) — военный лётчик-истребитель, участник Советско-финляндской войны и Великой Отечественной войны, сбивший 5 самолетов противника лично и 1 в группе, Заслуженный военный лётчик СССР. Командующий Воздушной армией. Генерал-лейтенант авиации.

## Биография
Родился 12 июля 1919 года в Киеве в семье служащих. Русский.
В РККА с августа 1936 года. Член ВКП(б) с 1941 года.
В 1936 году поступил в Качинскую военную авиационную школу пилотов, которую окончил в 1938 году. Был направлен в 153-й истребительный полк, формировавшийся в составе Московского военного округа в Люберцах.
В 1939—1940 годах участвовал в боевых действиях с Финляндией.

## Участие в ВОВ
Воевал в составе 153-го истребительного авиационного полка (с 22 ноября 1942 года 28-го гвардейского истребительного Ленинградского ордена Кутузова авиационного полка) 239-й истребительной авиационной дивизии (5-й гвардейской истребительной авиационной дивизии).
Участник Великой Отечественной войны с 22 июня 1941 года на Ленинградском фронте. Начало войны встретил в месте базирования полка в Кексгольме. Сражался на Волховском фронте, откуда совершал вылеты для защиты «Дороги жизни».
С весны 1942 года — на Воронежском, затем на Северо-Западном фронте.
Получил лёгкое ранение в 1942 году.
С конца 1943 года воевал на 1-м Прибалтийском, затем последовательно на 2-м Прибалтийском и 2-м Белорусском фронтах. Войну заканчивал на 3-м Белорусском фронте.
Летал на самолётах И-153, МиГ-3, Р-39 «Аэрокобра».
В период с 30 июля 1943 по 14 августа 1943 года руководил перегонкой самолетов Р-39 «Аэрокобра» из глубокого тыла на фронт по маршруту: Красноярск — аэр. Жерновка (Северо-Западный фронт).
К августу 1943 года занимал должность командира 3-й эскадрильи 28-го гвардейского истребительного Ленинградского ордена Кутузова авиационного полка.
За период боевых действий выполнил 298 боевых вылетов, участвовал в 38 воздушных боях, в которых лично сбил 5 самолетов противника и 1 в группе.
Участник парада Победы 24 июня 1945 года.

## Воздушные победы Мелехина Б. Д.
| Дата          | Противник | Место ведения воздушного боя | Свой самолёт        |
| ------------- | --------- | ---------------------------- | ------------------- |
| 00.09.1941 г. | 1 Ме-109  | нет данных                   | МиГ-3               |
| 01.07.1942 г. | 1 Ju-88   | северо-западнее Воронежа     | Белл P-39 Аэрокобра |
| 24.08.1942 г. | 1 Ju-88   | Вехлево — Бондарево          | Белл P-39 Аэрокобра |
| 24.08.1942 г. | 1 Ju-88   | севернее ст. Осуга           | Белл P-39 Аэрокобра |
| 29.12.1942 г. | 1 Ме-109  | Свинорой — Пустыня           | Белл P-39 Аэрокобра |

Всего боевых вылетов — 316, сбитых самолетов: 5 лично и 1 в группе.
Примечание: таблица составлена на основании данных М. Быкова.

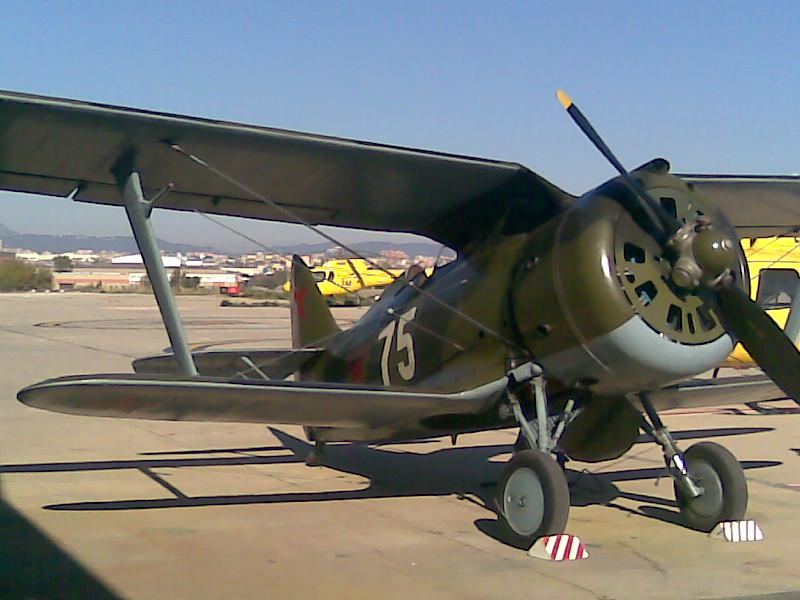
Самолет полка И-153

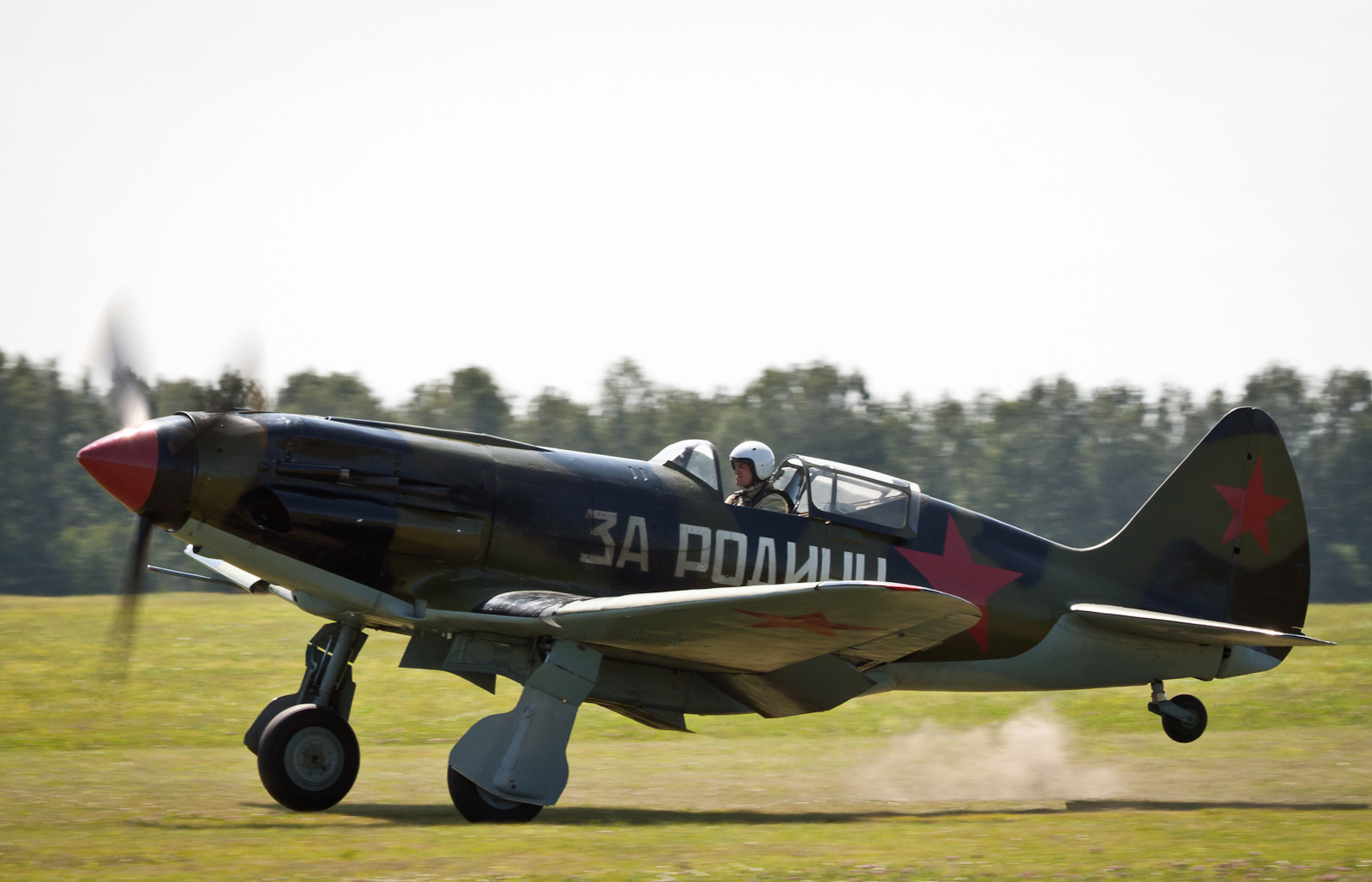
Самолет полка МиГ-3

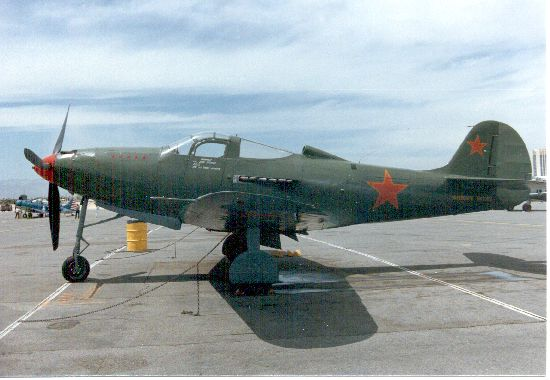
Самолет полка P-39 Аэрокобра

## Послевоенная биография
По окончании войны командовал авиационным полком, дивизией.
В 1959 году окончил Военную академию Генерального штаба.
В 1960—1961 — начальник Качинского высшего военного авиационного училища лётчиков.
В 1962—1965 — заместитель командующего 1-й воздушной армией.
В 1965 — 1971 — командующий 4-й воздушной армией (в составе Северной Группы войск (Польша).
В 1968 году командовал Воздушной армией при вводе войск в Чехословакию.
В 1971 — 1978 — начальник Командного факультета Военно-воздушной академии имени Ю. А. Гагарина.
В рядах ВВС Б. Д. Мелехин прослужил 40 лет и прошёл путь от курсанта военной школы пилотов до командующего Воздушной армией, налетав при этом более 3 000 часов на самолётах 15 типов[значимость факта?].
Проживал в Люберцах Московской области. Умер 7 февраля 2008 года на 88-м году жизни. Похоронен в Люберцах.

## Награды
- Семь орденов Красного Знамени.
- Орден Александра Невского (02.06.1945)[3].
- Орден Отечественной войны 1-й степени (06.04.1985)[6].
- Орден Отечественной войны 2-й степени[1].
- Орден Красной Звезды (26.11.1941)[7].
- Орден «За службу Родине в Вооружённых Силах» 3-й степени.
- 22 медали.

### Иностранные награды
- Офицер Ордена Возрождения Польши.

## Звания
- В 1955 году присвоено звание генерал-майор авиации.
- В 1966 году присвоено звание генерал-лейтенант авиации.
- В 1966 году присвоено звание «Заслуженный военный лётчик СССР».